# Palçıqoba
Palçıqoba är en ort i Azerbajdzjan.   Den ligger i distriktet Xaçmaz Rayonu, i den nordöstra delen av landet, 160 km nordväst om huvudstaden Baku. Palçıqoba ligger 63 meter över havet och antalet invånare är 1 524.
Terrängen runt Palçıqoba är lite kuperad. Närmaste större samhälle är Xaçmaz, 11,5 km sydost om Palçıqoba.
Trakten runt Palçıqoba består till största delen av jordbruksmark. Runt Palçıqoba är det ganska tätbefolkat, med 129 invånare per kvadratkilometer.